# Diócesis de Castellaneta
La diócesis de Castellaneta (en latín: Dioecesis Castellanetensis y en italiano: Diocesi di Castellaneta) es una circunscripción eclesiástica de la Iglesia católica en Italia. Se trata de una diócesis latina, sufragánea de la arquidiócesis de Tarento. Desde el 5 de marzo de 2022 su obispo es Sabino Iannuzzi, de la Orden de Frailes Menores.

## Territorio y organización

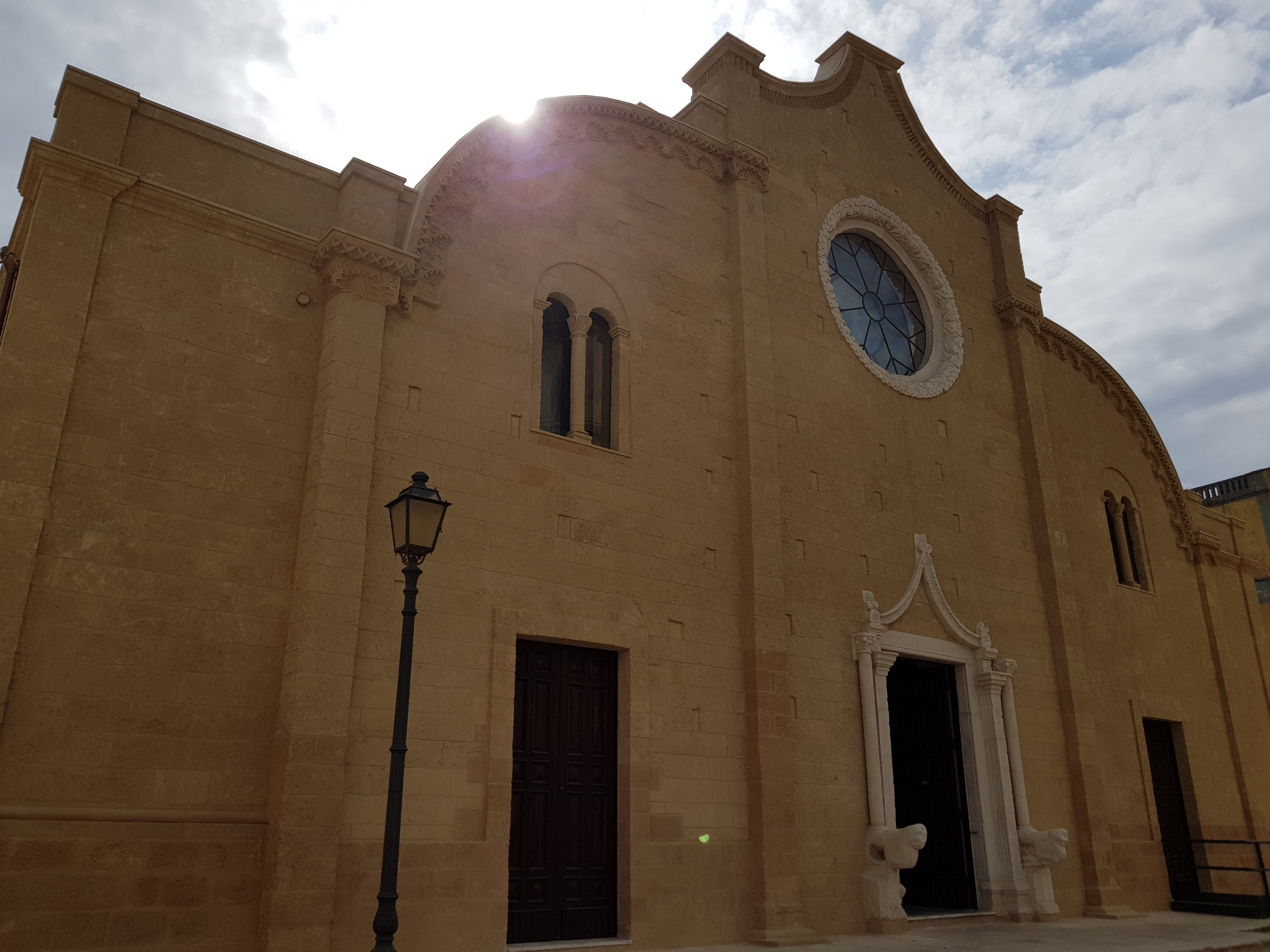
Excatedral de Santa María Asunta, en Mottola

La diócesis tiene 1043 km² y extiende su jurisdicción sobre los fieles católicos de rito latino residentes en 7 comunas de la provincia de Tarento en la región de Apulia: Castellaneta, Ginosa, Laterza, Massafra, Mottola, Palagianello y Palagiano.

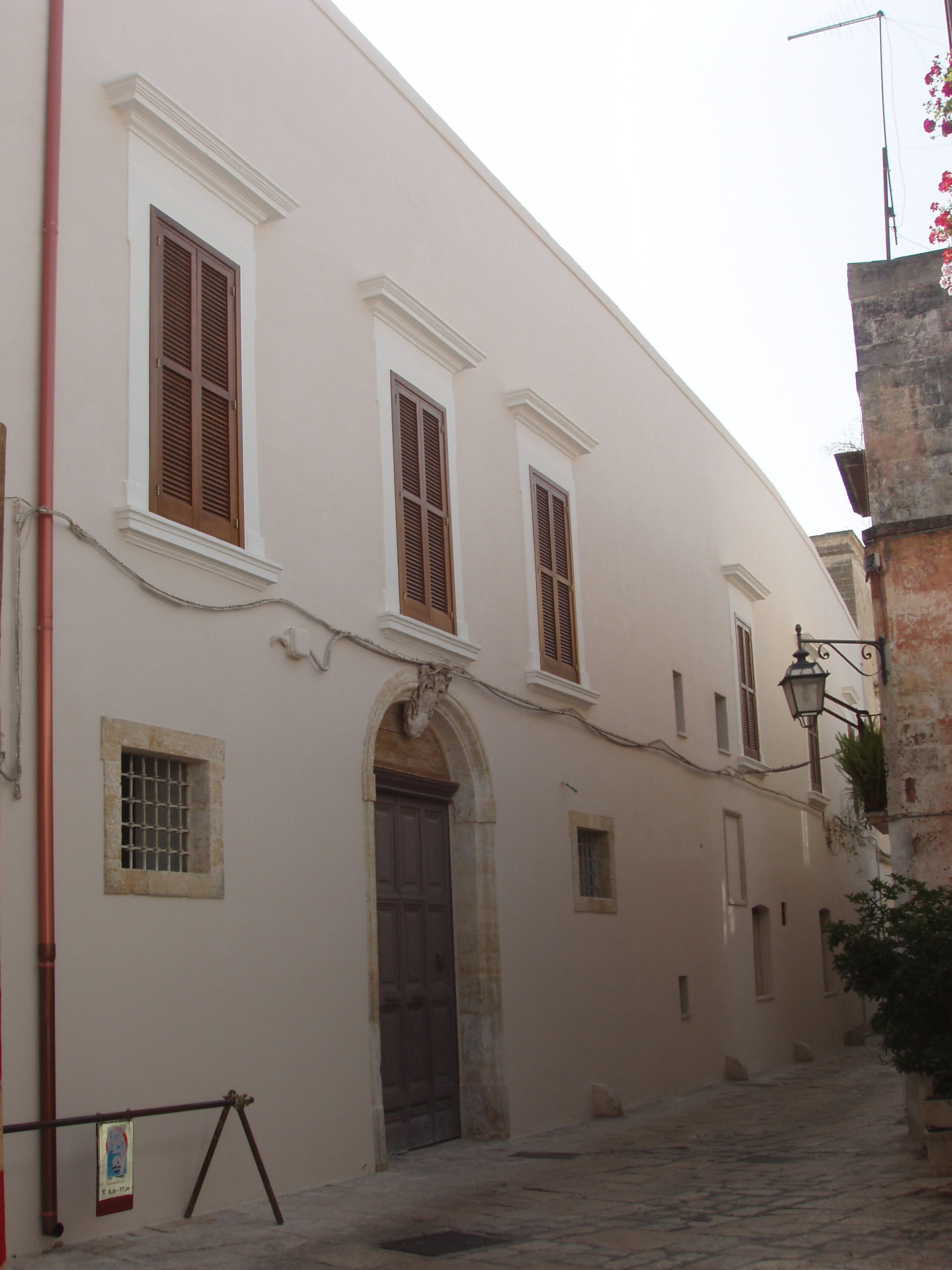
Palacio episcopal de Castellaneta

La sede de la diócesis se encuentra en la ciudad de Castellaneta, en donde se halla la Catedral basílica de Santa María Asunta y en Mottola la excatedral de Santa María Asunta. Hay tres santuarios reconocidos en la diócesis: el santuario Mater Domini, en Laterza, los santuarios del Niño Jesús y de la Madonna della Scala, en Massafra.
En 2023 en la diócesis existían 35 parroquias agrupadas en 8 vicarías.

## Historia

### Orígenes
La diócesis de Castellaneta fue erigida en época normanda, después de que estos conquistaran la ciudad por primera vez en 1064, y definitivamente por segunda vez en 1080. «La institución de la diócesis tuvo lugar por iniciativa del normando Riccardo Senescalco, sobrino de Guiscardo y dominus de Mottola y Castellaneta, en el signo del proceso de latinización del territorio y de redefinición del cuadro diocesano impulsado por los acuerdos de Melfi (1059) y Ceprano (1080)». Desde el principio perteneció a la provincia eclesiástica de la arquidiócesis de Tarento.
El primer obispo históricamente documentado es Amuro, que en 1099 estuvo presente en la consagración de la iglesia de San Miguel Arcángel en Montescaglioso y que en diciembre de 1100 confirmó al abad Orso de Santa Maria di Banzi la posesión de la iglesia de San Mateo en el territorio de Castellaneta. En el diploma Amuro firma como Mutulensis atque Castellanitensis ecclesie presul, obispo de las iglesias de Mottola y Castellaneta, una indicación de que en ese período las dos diócesis estaban unidas in persona episcopi.
La unión, sin embargo, duró muy poco; de hecho, en otro diploma de 1110 aparecen al mismo tiempo el obispo de Mottola Valcauso y el obispo de Castellaneta, Nicola. Este último todavía se recuerda en un diploma de Roger II de 1133.
A partir del siglo XII se establecieron en el territorio importantes celdas monásticas benedictinas, entre las que se encuentran las iglesias rupestres de San Matteo y San Sabino, dependientes de la abadía de Cava de' Tirreni. En el siglo XIII las relaciones entre obispos y monjes fueron tormentosas, a pesar de la exención de los monasterios de la jurisdicción episcopal, acordada en 1226, e incluso dieron lugar a acciones enérgicas por parte de los obispos. «La larga y espinosa disputa entre los habitantes de Cava y el obispo Boemondo, a propósito de la posesión de la iglesia de San Matteo de Domo y de sus dependencias, es un signo del clima de tensión, abuso y degeneración institucional que reinaba en el panorama eclesiástico local, dominado por obispos insolentes y rebeldes, clérigos pendencieros, concubinas y usureros y monjes poco caritativos».

### Edad Moderna
A partir del siglo XVI también los obispos de la diócesis de Castellaneta comenzaron a implementar las reformas queridas por el Concilio de Trento. Entre ellos destacó especialmente Bartolomeo Sirigo el joven (1544-1577), exsecretario del Concilio de Trento, que en 1572 realizó la primera visita canónica a la diócesis. A principios del siglo XVII, el obispo Antonio de Mattheis (1618-1635) se comprometió a realizar la reforma moral y religiosa del clero y de los fieles, reconociendo que la precaria situación creada en la diócesis se debía a las demasiadas ausencias de los obispos de sus sedes. Otros obispos que dejaron una huella en la vida y organización de la diócesis fueron Domenico Antonio Bernardini (1677-1696), Onofrio Montesoro (1696-1722), Bonaventura Blasio (1724-1733), Massenzio Filo della Torre di Santa Susanna (1733-1763).
Las cofradías, de las que se conocen nueve a finales del siglo XVII, y las comunidades religiosas, entre ellas los dominicos, franciscanos, capuchinos, clarisas y monjas capuchinas, desempeñaron un papel importante en el proceso de reforma.
Tras el concordato entre Pío VII y Fernando I de las Dos Sicilias, el 27 de junio de 1818 mediante la bula De utiliori fue abolida la vecina diócesis de Mottola y sus territorios de Mottola, Massafra, Palagiano y Palagianello se unieron a los de Castellaneta.
En el siglo XIX, Salvatore Lettieri (1818-1825), primer obispo después de un largo período de sede vacante, restableció las visitas pastorales, que se habían hecho necesarias para superar las dificultades y el descontento que surgieron después de la supresión de la diócesis de Mottola. Su sucesor Pietro Lepore (1827-1851) fundó el seminario diocesano, inaugurado el 8 de mayo de 1838, y celebró un sínodo el 24 de abril de 1839. También es responsable de la restauración de la catedral.

### Edad Contemporánea
De 1974 a 1980 estuvo unida in persona episcopi a la arquidiócesis de Tarento durante el episcopado de Guglielmo Motolese.
El 8 de septiembre de 1976 la diócesis se amplió con la agregación de los territorios de Ginosa y Laterza, que durante siglos habían pertenecido a la arquidiócesis de Matera.
Los días 27 y 28 de noviembre de 1987 se celebró en Castellaneta un congreso nacional de estudios con ocasión del IX centenario de la institución de la diócesis.

## Estadísticas
Según el Anuario Pontificio 2024 la diócesis tenía a fines de 2023 un total de 117 300 fieles bautizados.
| Año                                                                             | Población            | Población | Población      | Sacerdotes | Sacerdotes    | Sacerdotes    | Bautizados por sacerdote | Diáconos permanentes | Religiosos | Religiosos | Parroquias |
| Año                                                                             | Bautizados católicos | Total     | % de católicos | Total      | Clero secular | Clero regular | Bautizados por sacerdote | Diáconos permanentes | Varones    | Mujeres    | Parroquias |
| ------------------------------------------------------------------------------- | -------------------- | --------- | -------------- | ---------- | ------------- | ------------- | ------------------------ | -------------------- | ---------- | ---------- | ---------- |
| 1949                                                                            | 54 400               | 55 000    | 98.9           | 45         | 35            | 10            | 1208                     |                      | 10         | 94         | 10         |
| 1959                                                                            | 60 000               | 60 000    | 100.0          | 49         | 41            | 8             | 1224                     |                      | 4          | 8          | 14         |
| 1970                                                                            | 68 141               | 68 688    | 99.2           | 37         | 31            | 6             | 1841                     |                      | 10         | 105        | 25         |
| 1980                                                                            | 109 346              | 111 463   | 98.1           | 52         | 39            | 13            | 2102                     |                      | 15         | 73         | 33         |
| 1990                                                                            | 119 052              | 121 256   | 98.2           | 51         | 41            | 10            | 2334                     | 1                    | 20         | 71         | 33         |
| 1999                                                                            | 123 415              | 125 778   | 98.1           | 53         | 42            | 11            | 2328                     | 3                    | 21         | 51         | 35         |
| 2000                                                                            | 125 283              | 126 934   | 98.7           | 51         | 41            | 10            | 2456                     | 3                    | 25         | 44         | 35         |
| 2001                                                                            | 126 443              | 128 537   | 98.4           | 51         | 44            | 7             | 2479                     | 3                    | 17         | 46         | 35         |
| 2002                                                                            | 126 321              | 127 203   | 99.3           | 48         | 48            |               | 2631                     | 2                    | 22         | 41         | 35         |
| 2003                                                                            | 125 495              | 127 598   | 98.4           | 51         | 44            | 7             | 2460                     | 2                    | 25         | 42         | 35         |
| 2004                                                                            | 120 398              | 126 031   | 95.5           | 51         | 44            | 7             | 2360                     | 2                    | 25         | 41         | 35         |
| 2006                                                                            | 124 710              | 129 981   | 95.9           | 53         | 43            | 10            | 2353                     | 2                    | 15         | 42         | 33         |
| 2013                                                                            | 125 861              | 128 687   | 97.8           | 54         | 46            | 8             | 2330                     | 1                    | 9          | 32         | 35         |
| 2016                                                                            | 125 861              | 128 294   | 98.1           | 57         | 48            | 9             | 2208                     |                      | 16         | 34         | 35         |
| 2019                                                                            | 118 192              | 128 211   | 92.2           | 61         | 46            | 15            | 1937                     | 2                    | 23         | 27         | 35         |
| 2021                                                                            | 119 018              | 125 345   | 95.0           | 52         | 42            | 10            | 2288                     | 3                    | 17         | 33         | 35         |
| 2023                                                                            | 117 300              | 123 512   | 95.0           | 50         | 41            | 9             | 2346                     | 2                    | 19         | 29         | 35         |
| Fuente: Catholic-Hierarchy, que a su vez toma los datos del Anuario Pontificio. |                      |           |                |            |               |               |                          |                      |            |            |            |

## Episcopologio
- Teobaldo? † (2 de octubre de 1071-?)[nota 2]
- Giovanni I? † (mencionado en 1088)[nota 3]
- Amuro (o Ancauro)[nota 4] † (antes de 1099-después de 1110)
- Nicola † (antes de 1110-después de 1133)
- Angelo I † (mencionado en 1181)[13]
- Anónimo † (mencionado en 1195)[13]
- Roberto † (mencionado en 1196)
- Santoro † (mencionado en 1220)
- Marco † (antes de 1226-después de 1242)[13]
- Biagio † (julio de 1258-circa 1282 falleció)[13]
  - Pietro, O.S.B. † (antes del 23 de noviembre de 1282 falleció) (obispo electo)
- Giovanni II, O.F.M. † (antes de 1284-después de 1293)
- Boemondo (o Bernardo) † (mencionado en 1300)
- Angelo II † (mencionado en 1328)
- Teobaldo † (enero de 1331-1342 falleció)
- Pietro de Baia † (4 de febrero de 1344-? falleció)
- Tommaso da Sulmona, O.P. † (16 de agosto de 1367-?)
- Benedetto Ardinghelli, O.P. † (circa 1378-31 de julio de 1383 falleció)
- Bartolomeo da Siena, O.F.M. † (16 de noviembre de 1386-1396 falleció)
- Benedetto Pasquarelli, O.E.S.A. † (1396-6 de abril de 1397 nombrado obispo de Ascoli Piceno)[14]
- Benedetto Pasquarelli, O.E.S.A. † (23 de octubre de 1399-?) (por segunda vez)
- Roberto de Gratiano † (6 de septiembre de 1409-1418 falleció)
- Francesco Arcamoni † (14 de noviembre de 1418-1424 falleció)
- Bartolomeo di Stefano † (27 de octubre de 1424-1431 falleció)
- Gregorio Resti † (19 de noviembre de 1431-1454 falleció)
- Eustachio da Massafra † (29 de marzo de 1454-circa 1458)
- Giovanni Francesco Orsini † (16 de octubre de 1459-?)
- Antonio de Pirro † (31 de enero de 1477-8 de octubre de 1492 nombrado obispo de Avellino)
- Alfonso Gallego, O.S.A. † (21 de noviembre de 1494-? falleció)
- Marco Antonio Prioldo † (6 de abril de 1513-1536 falleció)
- Giovan Pietro Santoro † (14 de julio de 1536-octubre de 1536 falleció)
- Bartolomeo Sirigo senior † (6 de noviembre de 1536-1544 renunció)
- Bartolomeo Sirigo junior † (17 de marzo de 1544-1577 renunció)
- Giovan Luigi de Benedictis † (24 de mayo de 1577-1584 renunció)
- Bernardo de Benedictis † (28 de enero de 1585-1607 falleció)
- Aureolo Averoldi † (5 de noviembre de 1607-1617 renunció)
- Antonio de Mattheis † (12 de febrero de 1618-1635 falleció)
- Ascenzio Guerrieri † (7 de mayo de 1635-1645 falleció)
- Angelo Melchiorre † (31 de julio de 1645-1650 falleció)
- Carlo Antonio Agudio † (21 de noviembre de 1650-15 de enero de 1673 falleció)
- Carlo Falconi † (13 de marzo de 1673-enero de 1677 falleció)
- Domenico Antonio Bernardini † (26 de abril de 1677-18 de junio de 1696 nombrado obispo de Mileto)
- Onofrio Montesoro † (17 de diciembre de 1696-24 de diciembre de 1722 renunció)
- Luigi Maria de Dura, O.P. † (15 de marzo de 1723-febrero de 1724 falleció)
- Bonaventura Blasio, O.F.M.Conv. † (11 de septiembre de 1724-marzo de 1733 falleció)
- Massenzio Filo della Torre di Santa Susanna † (11 de mayo de 1733-septiembre de 1763 falleció)
- Giovan Filippo Leonardo Vitetti † (20 de febrero de 1764-1778 falleció)
  - Sede vacante (1778-1792)
- Gioacchino Vassetta † (27 de febrero de 1792-1793 falleció)
  - Sede vacante (1793-1797)
- Vincenzo Castro † (18 de diciembre de 1797-9 de octubre de 1800 falleció)
  - Sede vacante (1800-1818)[nota 5]
- Salvatore Lettieri † (6 de abril de 1818-27 de junio de 1825 nombrado obispo de Nardò)
- Pietro Lepore † (9 de abril de 1827-26 de junio de 1851 falleció)
- Bartolomeo d'Avanzo † (18 de marzo de 1852-13 de julio de 1860 nombrado obispo de Calvi y Teano)[nota 6]
  - Sede vacante (1860-1873)
- Mariano Positano † (21 de marzo de 1873-13 de mayo de 1880 falleció)
- Gaetano Bacile di Castiglione † (20 de agosto de 1880-14 de mayo de 1886 renunció[nota 7])
- Giocondo de Nittis, O.F.M. † (7 de junio de 1886-28 de febrero de 1908 falleció)
- Federico de Martino † (30 de noviembre de 1908-26 de agosto de 1909 falleció)
- Agostino (Antonio) Laera † (23 de junio de 1910-24 de julio de 1931 renunció[nota 8])
- Francesco Potenza † (1 de septiembre de 1931-11 de enero de 1958 falleció)
- Nicola Riezzo † (25 de marzo de 1958-28 de abril de 1969 nombrado arzobispo de Otranto)
  - Sede vacante (1969-1974)
- Guglielmo Motolese † (14 de mayo de 1974-27 de septiembre de 1980 renunció)[nota 9]
- Francesco Voto † (22 de diciembre de 1980-21 de diciembre de 1982 falleció)
- Ennio Appignanesi † (15 de septiembre de 1983-3 de julio de 1985 nombrado vicegerente de la diócesis de Roma[nota 10])
- Martino Scarafile † (31 de octubre de 1985-14 de febrero de 2003 retirado)
- Pietro Maria Fragnelli (14 de febrero de 2003-24 de septiembre de 2013 nombrado obispo de Trapani)
- Claudio Maniago (12 de julio de 2014-29 de noviembre de 2021 nombrado arzobispo de Catanzaro-Squillace)[nota 11]
- Sabino Iannuzzi, O.F.M., desde el 5 de marzo de 2022